# Cubierta de vuelo

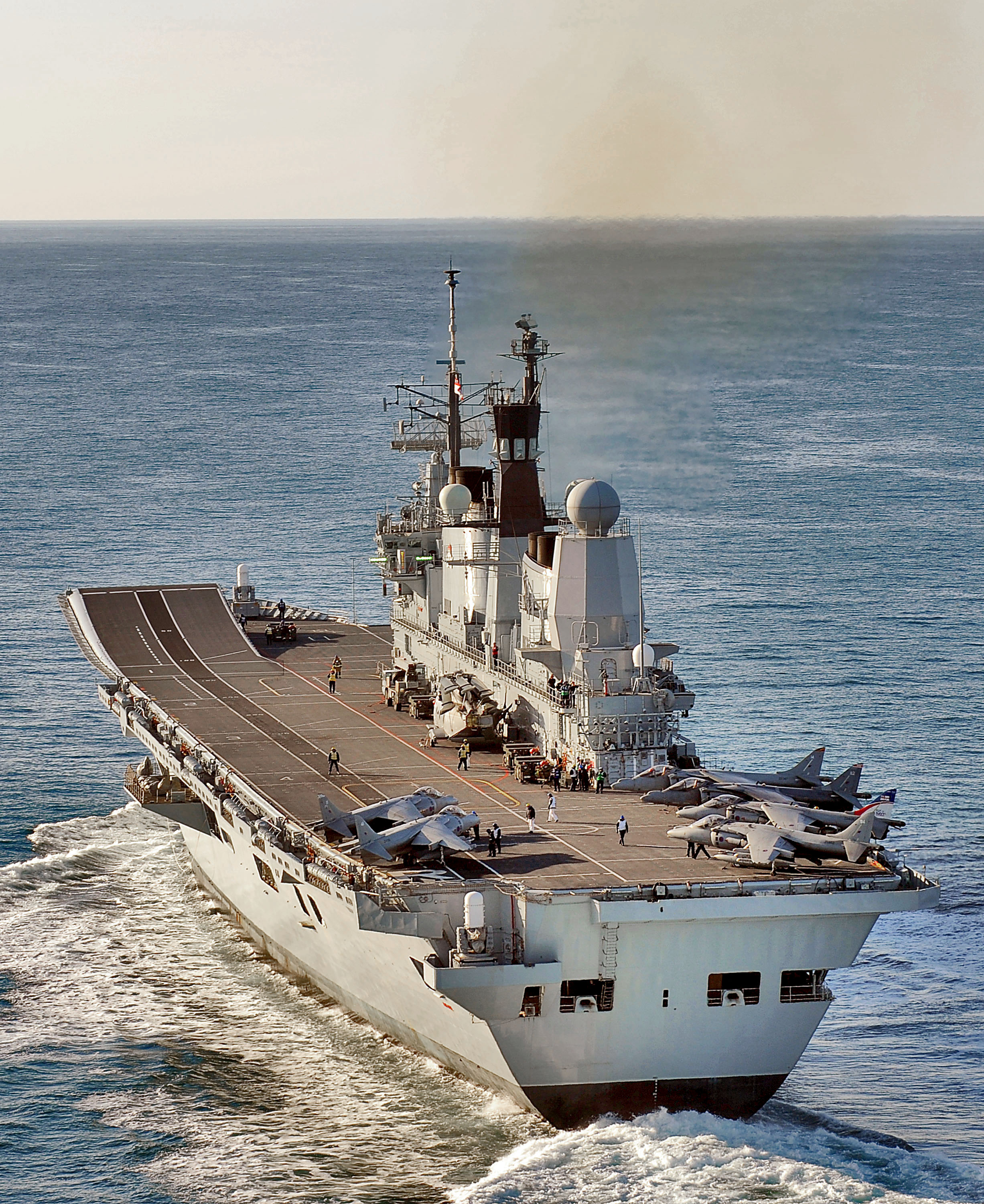
Cubierta de vuelo del HMS Ark Royal

En náutica, la cubierta de vuelo de un portaaviones es la superficie desde la que sus aviones despegan y aterrizan, esencialmente un aeropuerto en miniatura en el mar. En los buques de guerra cuya misión principal no está relacionada con los aviones, la cubierta de vuelo se refiere al área de aterrizaje que usan los helicópteros y otros aparatos de despegue y aterrizaje vertical. La denominación oficial que usa la Armada de Estados Unidos para estos naves es buques capaces de operar aeronaves.

## Evolución

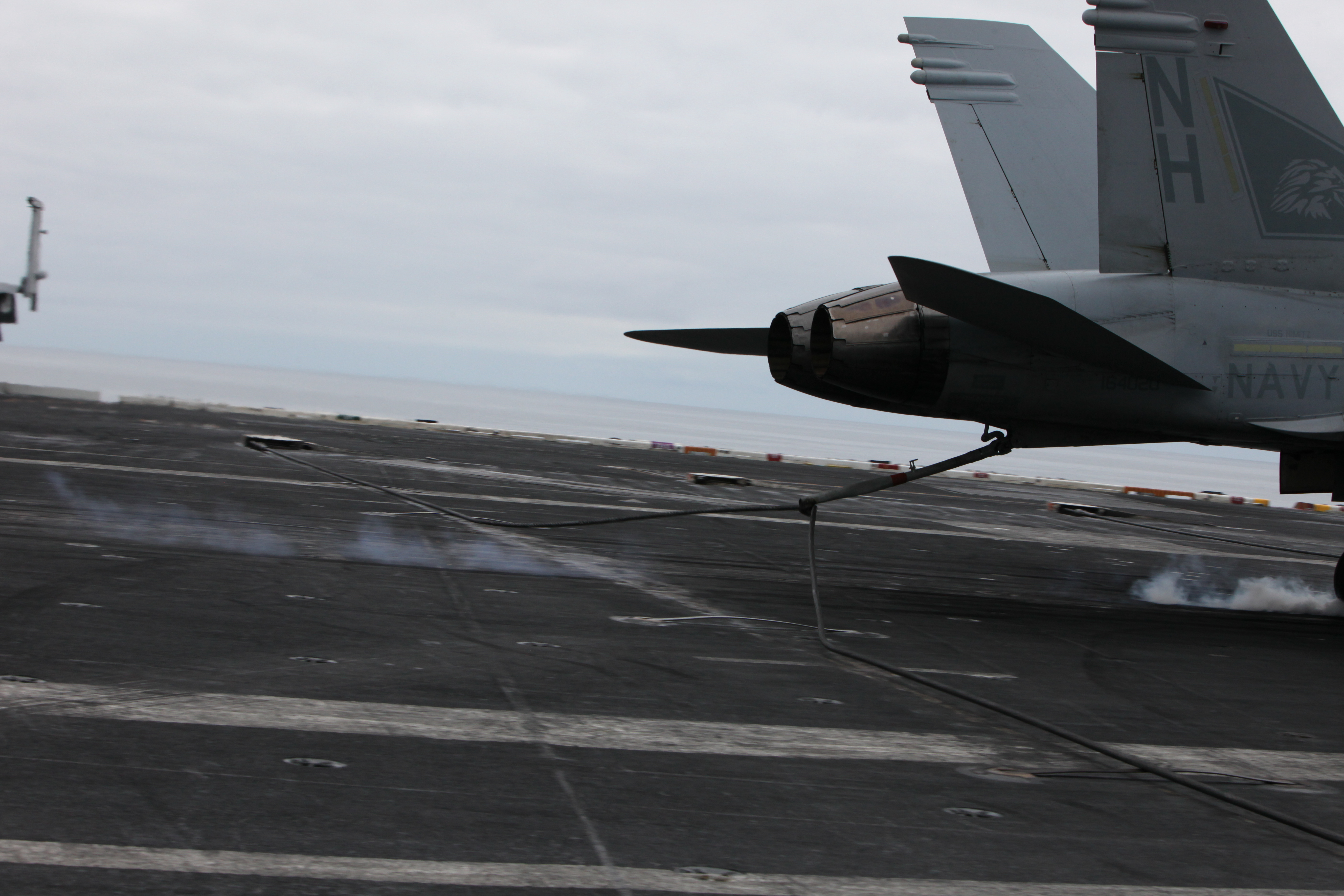
Un F/A-18 Hornet aterrizando en el.

### Las primeras cubiertas de vuelo
Las primeras cubiertas de vuelo eran rampas inclinadas de madera construidas sobre el castillo de proa de los buques de guerra. Eugene Ely realizó el primer despegue de una aeronave de ala fija desde una nave de guerra desde el USS Birmingham el 14 de noviembre de 1910. Dos meses más tarde, Ely aterrizó su aeronave Curtiss en una plataforma sobre el Pennsylvania que estaba anclado en la bahía de San Francisco usando el primer sistema de gancho de cola, diseñado y construido por el actor circense y aviador Hugh Robinson. Ely le contó a un periodista: Fue bastante sencillo. Pienso que el truco podría hacerse en forma exitosa 9 de diez veces. El 9 de mayo de 1912, el comandante Charles Samson se convirtió en el primer hombre en despegar de un buque en movimiento cuando el voló su Short S.27 desde el HMS Hibernia, que estaba avanzando a 10,5 nudos (19,4 km/h). Debido a que la velocidad de despegue de los primeros aviones era tan baja, un avión podía despegar en un tramo muy corto cuando el buque que lo lanzaba estaba avanzando contra el viento. Posteriormente, aparecieron plataformas de despegue removibles sobre las torretas de los cañones de los acorazados y cruceros de batalla comenzando con el HMS Repulse, las que permitían que aviones pudieran despegar y realizar misiones de exploración, aunque no había posibilidades de recuperarlos posteriormente.
El 2 de agosto de 1917, mientras se realizaban pruebas, el comandante de escuadrón E.H. Dunning aterrizó exitosamente un Sopwith Pup en una plataforma de despegue instalada a bordo del HMS Furious, se convirtió en la primera persona en aterrizar un avión sobre un barco en movimiento. Sin embargo, en su tercer intento, un neumático se reventó cuando intentaba aterrizar, causando que el avión cayera por la borda, matándolo; así Dunning también tuvo la dudosa distinción de ser la primera persona en morir en un accidente de aterrizaje en un portaaviones. Las instalaciones de aterrizaje en el Furious eran altamente insatisfactorias. Para poder aterrizar, el avión tenía que maniobrar alrededor de la superestructura. Por lo tanto el Furious fue enviado a los astilleros para agregar una cubierta de 300 pies (91,4 m) en la parte trasera, arriba de un nuevo hangar. Pero la superestructura central aún estaba y la turbulencia que causaba afectaba fuertemente la cubierta de aterrizaje.

### Cubiertas de largo total

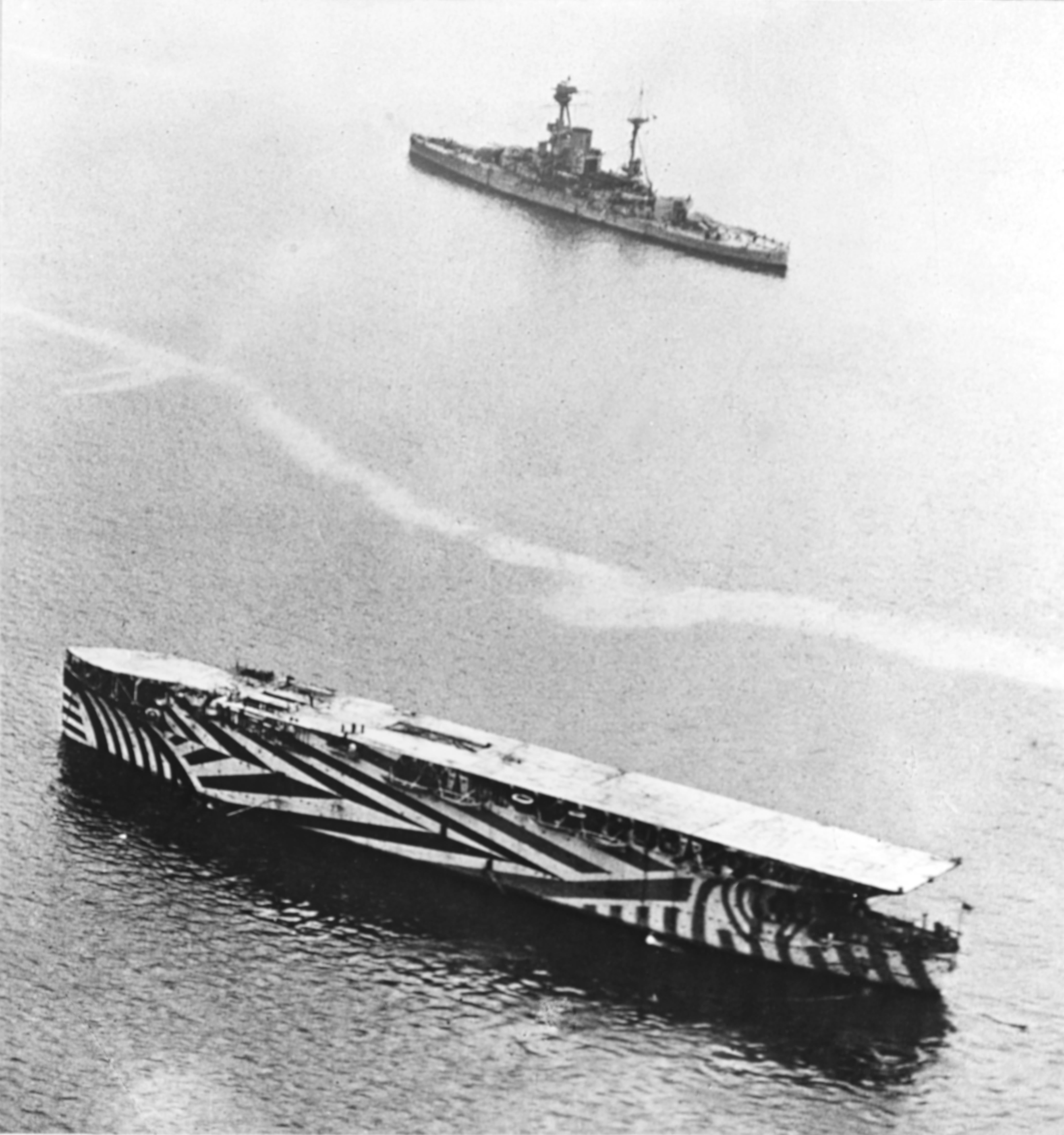
El HMS Argus mostrando la cubierta de vuelo de largo completo desde la proa hasta la popa.

El primer portaaviones que comenzó a mostrar la configuración de las naves modernas fue el transporte de pasajeros HMS Argus, al que se le agregó una cubierta plana de madera a lo largo de la parte superior del casco, proporcionando una cubierta de aterrizaje y despegue sin obstrucciones provocadas por la turbulencia de la superestructura. Debido a su cubierta de vuelo despejada, el Argus no tenía una torre de mando fija y tampoco una chimenea. Además, los gases de escape fueron desviados por el costado de la nave y expulsados bajo la cola de la cubierta de vuelo (que, a pesar de los arreglos para dispersar los gases, provocaba un poco bienvenido efecto de levantamiento sobre el avión inmediatamente previo al aterrizaje). La carencia de una posición de comando y la instalación de la chimenea era insatisfactoria, y el Argus fue usado para experimentar con varias ideas para solucionar estos problemas. Una fotografía del año 1917 muestra a la nave con una maqueta de una superestructura tipo isla y de una chimenea en el lado de estribor. Estas fueron colocadas en el lado de estribor ya que los motores rotatorios de algunos de los primeros aviones creaban un torque que empujaba la nariz hacia la izquierda, lo que hacía que el avión en forma natural guiñaba hacia babor en el despegue; por lo tanto, era deseable que ellos se alejaran del espacio ocupado por la superestructura. Esto se convirtió en la disposición típica de los portaaviones y fue usada en los siguientes portaaviones británicos, HMS Hermes y HMS Eagle.
Después de la Primera Guerra Mundial, los cruceros de batalla que de otra forma deberían haber sido desechados bajo las condiciones del Tratado Naval de Washington —tales como el Furious y la clase Glorious y los estadounidenses USS Lexington y Saratoga— fueron convertidos a portaaviones. Al ser grandes y rápidos ellos se adecuaban perfectamente a ese rol; el fuerte blindaje y las proporciones y baja velocidad del acorazado convertido Eagle en la práctica resultaron en desventajas. Debido a que la efectividad militar de los portaaviones eran desconocidas, los primeros buques normalmente eran equipados con cañones de cruceros para su defensa si eran sorprendidos por buques de guerra enemigos. Estos cañones fueron removidos en la Segunda Guerra Mundial y se remplazaron con cañones antiaéreos, a medida que la doctrina de los portaaviones desarrollaba el modelo de  fuerza de tareas (posteriormente llamado  Grupo de Batalla, donde la defensa del portaaviones contra buques de superficie sería una combinación de buques de guerra de la escolta y sus propios aviones.
En los buques con esta configuración, la cubierta del hangar era una cubierta estructural y una parte integral del casco, y el hangar y la cubierta de vuelo de madera eran considerados que eran parte de la superestructura. Tales buques aún eran construidos hacia finales de la década de 1940, ejemplos clásicos son los portaaviones estadounidenses de la clase Essex y de la clase Ticonderoga. Sin embargo, en el año 1936, la Armada Real comenzó la construcción de la clase Illustrious. En estas naves, la cubierta de vuelo era una cubierta estructural, una parte integral del casco, y estaba fuertemente blindada para proteger a la nave y su complemento aéreo. Aunque el concepto del portaaviones blindado en esta forma permaneció como un camino sin salida, se adoptó para las construcciones posteriores la cubierta de vuelo como una cubierta estructural. Esto fue necesario por el aumento del tamaño de las naves, desde las 13.000  toneladas del USS Langley en 1922 a sobre las 100.000 toneladas en los últimos portaaviones de la clase Nimitz.

### Cubiertas blindadas
Cuando los portaaviones remplazaron a los acorazados como el buque capital principal de la flota, había dos escuelas de pensamiento sobre la pregunta de incluir protección blindada en la cubierta de vuelo. Al agregar blindaje a la cubierta de vuelo se ofrecía algo de protección a los aviones debajo de esta contra las bombas aéreas. Sin embargo, para reducir el peso en la parte superior la altura del hangar se reducía, y esto restringía los tipos de aviones que estas naves podía llevar, aunque los portaaviones blindados de la Armada Real llevaban aviones de reemplazo colgados del techo del hangar. También el blindaje reducía el largo de la cubierta de vuelo, reduciendo la capacidad máxima de aviones que podía llevar un portaaviones de cubierta blindada; sin embargo la mayor diferencia entre los portaaviones de la Armada Real y de la Armada de Estados Unidos en capacidad de aviones era el uso de un estacionamiento permanente en la cubierta de los portaaviones de la armada de Estados Unidos. El portaaviones británico de 23.000 toneladas de la  clase Illustrious tenía una capacidad de hangar de 36 aviones del tamaño del Swordfish y un solo hangar de 458 x 62 x 16 pies (140 x 19 x 4,8 metros), pero podía llevar hasta 57 aviones con una capacidad de estacionamiento permanente en cubierta mientras que el portaaviones británico de 23.400 toneladas de la clase Implacable poseía una capacidad de hangar aumentada con un hangar superior de 458 x 62 x 14 pies (140 x 19 x 4,3 metros) y la adición de un hangar inferior de 208 x 62 x 14 pies (63 x 19 x 4,3 metros), ubicado delante del ascensor trasero, que tenía una capacidad total de 52 aviones del tamaño del Swordfish y podía llevar hasta 81 aviones utilizando un estacionamiento en cubierta, mientras que el portaaviones estadounidense de 27.500 toneladas de la clase Essex tenía un hangar de 654 x 70 x 17,5 pies (198 x 21 x 5,3) que estaba diseñado para manejar una mezcla de 72 aviones de los tipos usados antes de la guerra por la Armada de Estados Unidos. Los portaaviones de la Armada Real no usaron un estacionamiento permanente en la cubierta hasta el año 1943. La experiencia de la Segunda Guerra Mundial causó que la armada de Estados Unidos cambiara su política de diseño en favor de cubiertas de vuelo blindadas: El principal blindaje en el Enterprise era la cubierta de vuelo blindada. Esto probó ser un factor significativo en el incendio catastrófico y las explosiones que ocurrieron en la cubierta de vuelo del Enterprise en el año 1969. La Armada de Estados Unidos aprendió su lección de la forma difícil durante la Segunda Guerra Mundial cuando todos sus portaaviones tenían solo la cubierta del hangar blindada. Todos los portaaviones construidos desde la clase Midway tienen cubiertas de vuelo blindadas.

## Aterrizaje sobre las cubiertas de vuelo

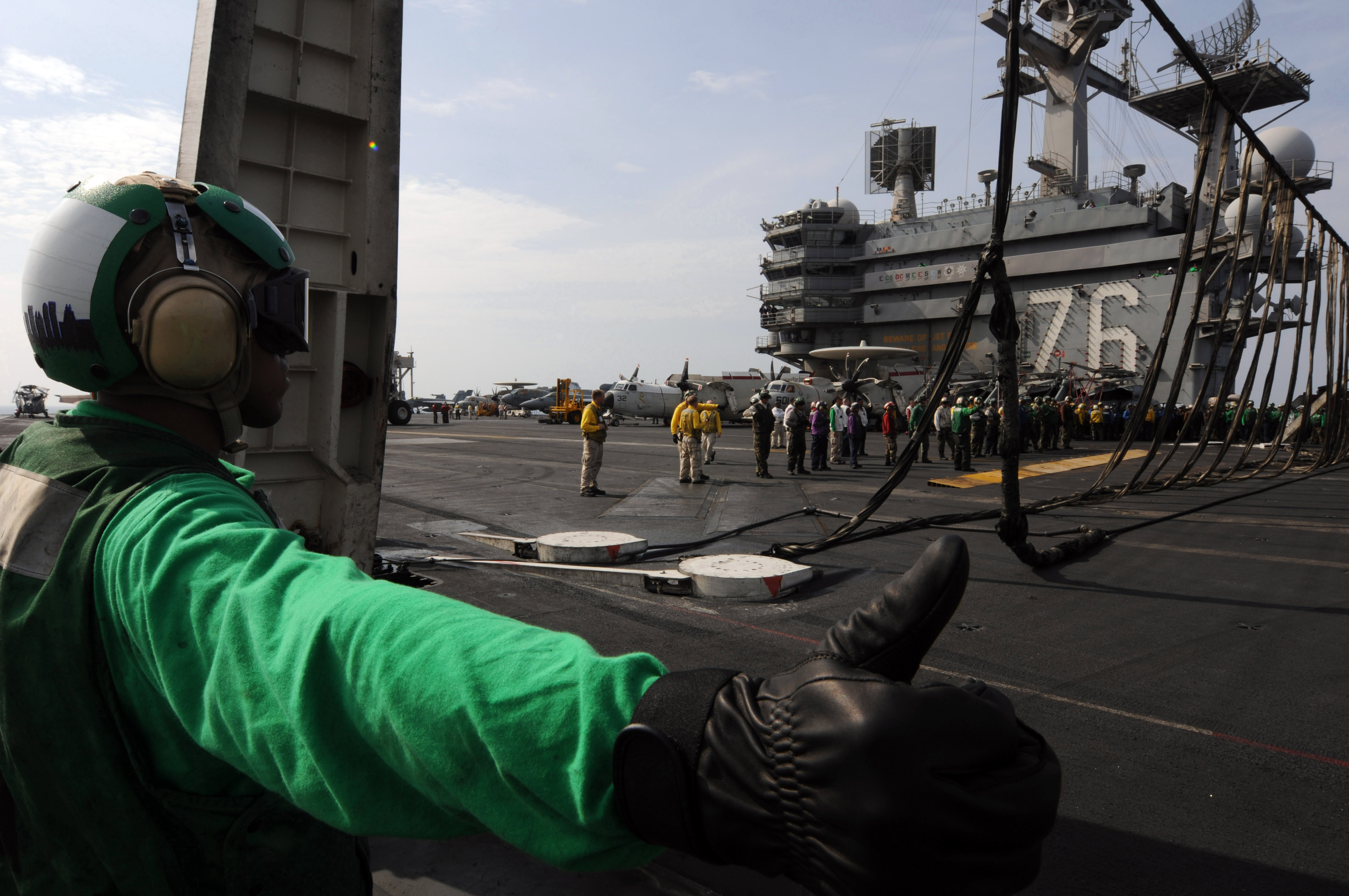
Una barricada es instalada en el. El uso de una barricada es una rara medida de emergencia.

Los mecanismos de detención originalmente eran primitivos, con el avión simplemente siendo cogidos por un equipo de marineros quienes evitaban las alas del avión y cogerían una parte de este para detenerlo. Este peligroso procedimiento era sólo posible con los primeros aviones de bajo peso y velocidad de aterrizaje. Las instalaciones de redes servían para retener si fallaba esto último, aunque era probable que causaran daños estructurales.
El aterrizaje en una cubierta de vuelo de aviones más grandes y rápidos fue posible por el uso de cables de detención instalados sobre la cubierta de vuelo y un gancho de cola instalado en el avión. Los primeros portaaviones tenían una muy grande cantidad de cables de detención o cables. Los portaaviones estadounidenses actuales tienen tres o cuatro cables de acero que cruzan la cubierta a intervalos de 20 pies (6 m) que detienen completamente a un avión que viaja a 150 mph (241 km/h), en aproximadamente 320 pies (98 m). Los cables están configurados para detener a cada avión en el mismo lugar de la cubierta, sin importar su peso o tamaño. Durante la Segunda Guerra Mundial, se podían instalar grandes redes como barrera a través de la cubierta de vuelo para poder estacionar aviones en la parte delantera de la cubierta y hacer la recuperación de estos en la parte trasera. Esto permitía incrementar los complementos pero resultaba en un aumento de los tiempos de rotación ya que los aviones eran movidos de un lugar a otro en el portaaviones para poder permitir las operaciones de despegue y aterrizaje.
Una barrera es un sistema de emergencia usado si no se puede hacer una detención normal. Las redes de una barrera atrapan las alas del avión que está aterrizando, y el momentum es transferido al motor de detención.

## Innovaciones modernas

### Cubierta de vuelo en ángulo

Representación animada de una aproximación errada en una cubierta de vuelo angulada, el portaaviones de la clase Centaur que muestra como el área de recuperación desplazada permite operaciones de lanzamiento y recuperación simultáneas.

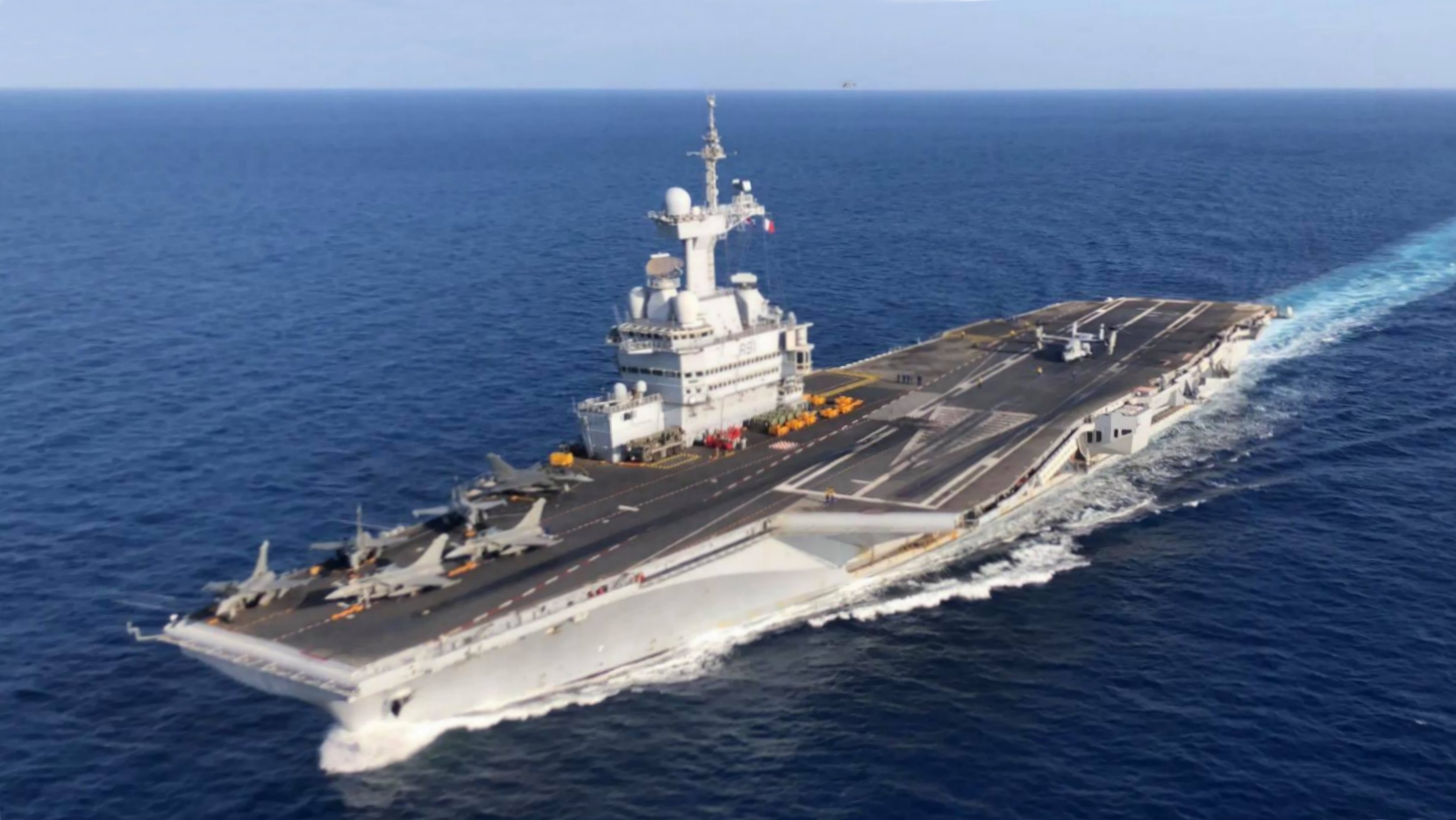
Charles de Gaulle cubierta de vuelo en ángulo

La cubierta de vuelo angulada fue inventada por el capitán, posteriormente contraalmirante, de la Armada Real Dennis Cambell, como una proyección del estudio de diseño inicialmente comenzado en el invierno de 1944 a 1945 cuando un comité de oficiales superiores de la Armada Real decidieron que el futuro de la aviación naval estaba en los aviones a reacción, cuyas mayores velocidades requerían que los portaaviones fueran modificados para adaptarse a las necesidades de este tipo de aviones. Con este tipo de cubierta, también conocida como cubierta desviada o cubierta inclinada o cubierta angulada, la parte trasera de la cubierta es ampliada y una pista separada es posicionada en ángulo con respecto a la línea central de la nave. La cubierta de vuelo angulada fue diseñada considerando las altas velocidades de aterrizaje de los aviones a reacción, que requerirían el largo completo de una cubierta de vuelo central para detenerlo. El diseño también permite las operaciones concurrentes de lanzamiento y recuperación, y permite a los aviones que fallan en atrapar los cables de detención abortar el aterrizaje, acelerar y despegar (o  desbocados) sin poner en riesgo a los otros aviones estacionados o preparados para ser lanzados.

Representación animada de como una cubierta angulada permite las operaciones de lanzamiento y recuperación simultáneas sin el riesgo de colisión entre los aviones sobre la cubierta. El portaaviones de la clase Nimitz ilustra como al incrementar el ángulo de desplazamiento del área de recuperación del portaaviones permite el uso de dos catapultas durante las operaciones de lanzamiento y recuperación.

El rediseño permitió varias otras modificaciones de diseño y operacionales, incluyendo el montaje de una isla más grande (mejorando tanto el manejo de la nave como el control de los vuelos), simplificando drásticamente la recuperación de los aviones y el movimiento sobre la cubierta (ahora los aviones eran lanzados desde la proa y recibidos en el ángulo, dejando una gran área abierta en el medio del buque para rearmar y reabastecer de combustible a los aviones), y del control de daños. Debido a su utilidad en las operaciones de vuelo, la cubierta angulada ahora es una característica que define a los portaaviones equipados con STOBAR y CATOBAR.
La cubierta de vuelo angulada fue probada por primera vez en el HMS Triumph al pintar unas marcas que representaban una cubierta angulada en una cubierta de vuelo central para realizar aterrizajes de toque y despegue. Esto también fue probado en el Midway ese mismo año. A pesar de las marcas pintadas, en ambos casos el sistema de detención y las barreras aún estaban alineadas con la línea central de la cubierta de vuelo original. Desde septiembre a diciembre de 1952, el USS Antietam tuvo instalado una rudimentaria extensión para realizar pruebas con una verdadera cubierta angulada, permitiendo aterrizajes con un sistema de detención, lo que probó ser superior durante las pruebas que se realizaron. En 1953, el Antietam entrenó tanto con unidades navales estadounidenses como británicas, probando el valor del concepto de la cubierta angulada. El HMS Centaur fue modificado con una cubierta de vuelo angulada colgante en 1954. La Armada de Estados Unidos instaló las cubiertas como parte de la mejora SCB-125 para los portaaviones de la clase Essex y la SCB-110/110A para los de la clase Midway. En febrero de 1955, el HMS Ark Royal se convirtió en el primer portaaviones en ser construido y lanzado con una cubierta angulada, y no como una modificación posterior. Esto fue seguido en ese mismo año por el primer buque de la clase Majestic británico ( HMAS Melbourne) y el estadounidense de la clase Forrestal (USS Forrestal).

### Rampa de salto

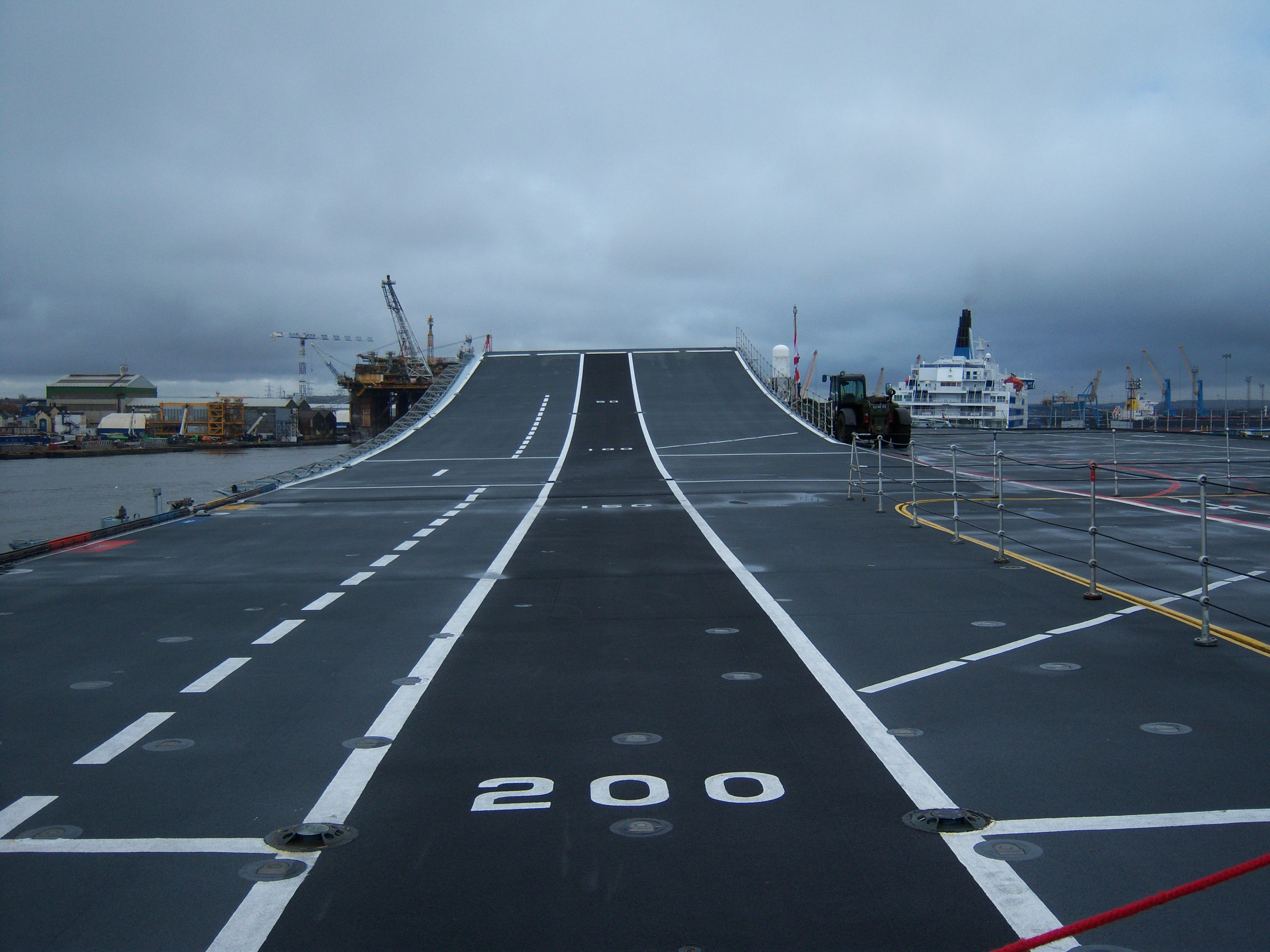
Cubierta de vuelo con rampa de salto en el portaaviones de la Armada Real HMS Ark Royal de la clase Invincible.

Otra innovación británica es la rampa de salto (en inglés: ski-jump ramp), que se ideó como una forma de mejorar el despegue de los aviones de operación VSTOL BAE Sea Harrier en los pequeños portaaviones de la clase Invincible. Las pruebas iniciales fueron llevadas a cabo en RAE Bedford. Ellas son más comunes en los portaaviones que operan aviones STOVL tales como el Harrier, pero los rusos también las usan con aviones convencionales tales como MiG-29 y Su-33.
La rampa de salto es una rampa que está curvada hacia arriba en su parte final. Un avión STOVL comienza un despegue convencional con las toberas de salida posicionadas para proporcionar empuje máximo hacia adelante. A medida que el avión se acerca al final de la rampa (la porción de salto de la rampa) las toberas de salida son rotadas para proporcionar empuje de levantamiento así como empuje hacia adelante. Al desplazarse sobre la rampa esto lanza al avión hacia adelante y arriba. A medida que el avión abandona la rampa de salto continúa acelerando horizontalmente hasta que las alas pueden proporcionar la sustentación que se necesita.
Los aviones convencionales tales como el MIG-29 solo desplazan por la pista en forma convencional. Nuevamente, al desplazarse por la rampa de salto esta lanza al avión hacia arriba y adelante.
Tal tipo de lanzamiento permite un mayor peso de despegue comparado con un lanzamiento horizontal sin asistencia ya que la rampa de salto proporciona un impulso vertical cuando más se necesita, justo en la separación con la velocidad de despegue más baja, sin embargo, el lanzamiento por medio de rampas de salto no puede equiparar los pesos que se pueden lanzar mediante el uso de una catapulta de alta velocidad.
Estos despegues usan menores distancias de pista que en una superficie plana ya que el avión despega a una velocidad menor, usando tanto el momento vertical proporcionado por la rampa de salto como la desviación del empuje del motor para generar efecto de sustentación.
Los despegues con rampa de salto son considerados como más seguros que los realizados en un portaaviones de cubierta plana. Cuando un Harrier es lanzado desde un Buque de Asalto de Helicópteros (en inglés: Landing Helicopter Assault, LHA) podría finalizar lanzamiento de despegue y comenzar a volar a una altura de 60 pies (18 m) sobre el agua. Podría no tener una tasa de elevación positiva, especialmente si la nave hubiera estado con la proa apuntando hacia abajo durante la carrera de despegue. Al usar una rampa de salto, el avión sería lanzado siempre con una tasa de elevación positiva y su momento lo llevaría a una altura sobre el agua de entre 150 pies (46 m) y 200 pies (61 m).
Por ejemplo, un AV-8B Harrier con un peso bruto de 29 000 lb (13 154 kg) a una temperatura ambiente de 59 grados Fahrenheit (15,0 °C) y con un viento de 35 ns (65 km/h) sobre la cubierta requeriría de 400 pies (122 m) para despegar usando una rampa de salto de 12° como la diseñada para el  Príncipe de Asturias, pero serían necesarios 750 pies (229 m) si no se usara la rampa de salto.
La velocidad de despegue para lanzar un Mig-29 desde la rampa de salto del Tbilisi se ve reducida desde 140 ns (259 km/h) a aproximadamente 70 ns (130 km/h), dependiendo de varios factores tales como el peso bruto del avión siendo lanzado.
Los portaaviones que usan aviones STOVL y una rampa de salto no necesitan catapultas ni sistemas de detención.
Con la excepción de Estados Unidos, Francia y Brasil, todo el resto de las Armadas del mundo que operan aviones navales STOVL usan rampas de salto.

### Cubiertas flexibles
Una idea probada pero nunca puesta en servicio fue la cubierta de goma o flexible. En los primeros años de los aviones a reacción se vio que al eliminar el tren de aterrizaje para los aviones usados en portaaviones, el desempeño en el vuelo y el alcance se podían mejora, dado que el espacio usado por el tren de aterrizaje podía ser utilizado para colocar tanques adicionales de combustible. Esto llevó al concepto de una cubierta que pudiera absorber la energía del aterrizaje. Con la introducción de los aviones a reacción el riesgo de dañar las hélices dejó de ser un problema, aunque el despegue aún requería de alguna clase de cuna de lanzamiento. Estas pruebas fueron llevadas a cabo con un de Havilland Sea Vampire y que voladas por el piloto de pruebas Eric "Winkle" Brown sobre una cubierta de goma instalada en el HMS Warrior, y un Supermarine llamado Type 508 para aterrizajes en una cubierta de goma. Se encontró que la idea de una cubierta flexible era técnicamente factible pero sin embargo fue abandonada, ya que los pesos de los aviones aumentaron y siempre existieron dudas acerca de la habilidad del piloto promedio para aterrizar de esta forma. Subsecuentemente el Type 508 fue desarrollado en un avión convencional para portaaviones, llamado Supermarine Scimitar.

## Nota
- Esta obra contiene una traducción  derivada de «Flight deck» de Wikipedia en inglés, concretamente de esta versión, publicada por sus editores bajo la Licencia de documentación libre de GNU y la Licencia Creative Commons Atribución-CompartirIgual 4.0 Internacional.

- Datos: Q622031
- Multimedia: Flight decks (ships) / Q622031